# 2020 en Palestine
Chronologie de la Palestine
- 2016
- 2017
- 2018
- 2019
- 2020
- 2021
- 2022
- 2023
- 2024

Cette page concerne les évènements survenus en 2020 en Palestine :

## Évènement
- Blocus de la bande de Gaza, en cours depuis 2007.
- Pandémie de Covid-19 en Palestine (en)
- 28 janvier : Plan de paix américain de janvier 2020 pour le conflit israélo-palestinien
- 23 février : Mort de Muhammad al-Na'im (en)
- 27 juillet : Détention de Maher al-Akhras (en)
- 24 septembre : Accord de réconciliation palestinien de 2020 (en)

## Sport
- Première Ligue de Cisjordanie 2019-2020 (en) (football)

## Sortie de film
- 200 Mètres
- Gaza mon amour

## Création
- Centrale solaire photovoltaïque Noor de Jénine (en)

## Décès
- Saeb Erekat, personnalité politique.
- Ahmad Kurd (en), ancien maire de Deir el-Balah.
- Mohammad Zuhdi Nashashibi (en), ministre des finances.
- Al Tayeb Abdul Rahim (en), personnalité politique.
- Ramadan Shallah, dirigeant du Jihad islamique palestinien